# Fessée

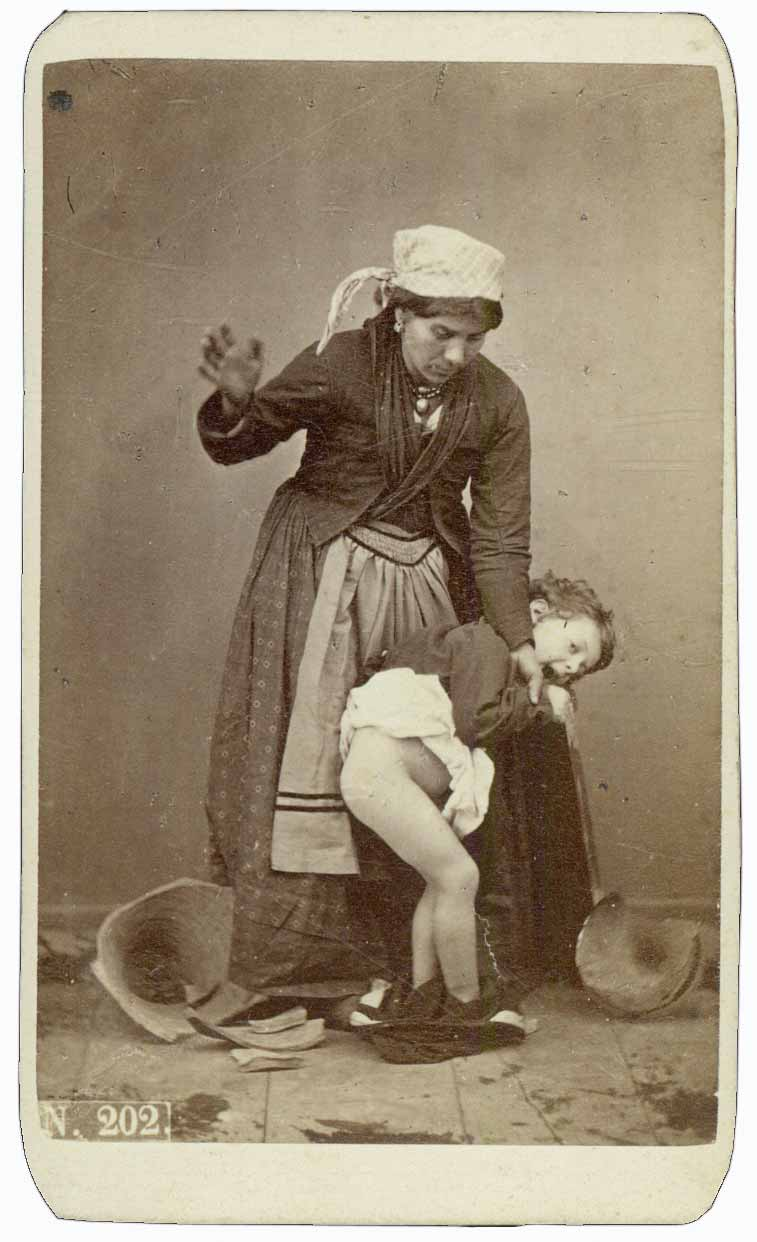
La fessée, photographie de Giorgio Conrad.

La fessée est l’administration de coups donnés sur les fesses,,, avec ou sans instruments, en guise de châtiment corporel.
La fessée existe principalement dans deux contextes. Il s'agit d'une part de son utilisation par un parent envers son enfant, ou d'un enseignant envers son élève, en réponse à un comportement non désiré. La valeur éducative de cette pratique est contestée, et elle est critiquée pour ses conséquences négatives. Le deuxième contexte est celui de relations érotiques.
Certains pays ont interdit la pratique de la fessée, ou ne l'autorisent que sous certaines conditions (selon le lieu ou le cadre de la famille). Fin 2016, dans le monde, 53 États ont interdit toute punition corporelle dans le cadre de la famille, et donc la fessée.

## Fessée punitive

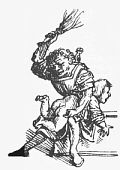
Représentation médiévale d'un écolier fessé aux verges.

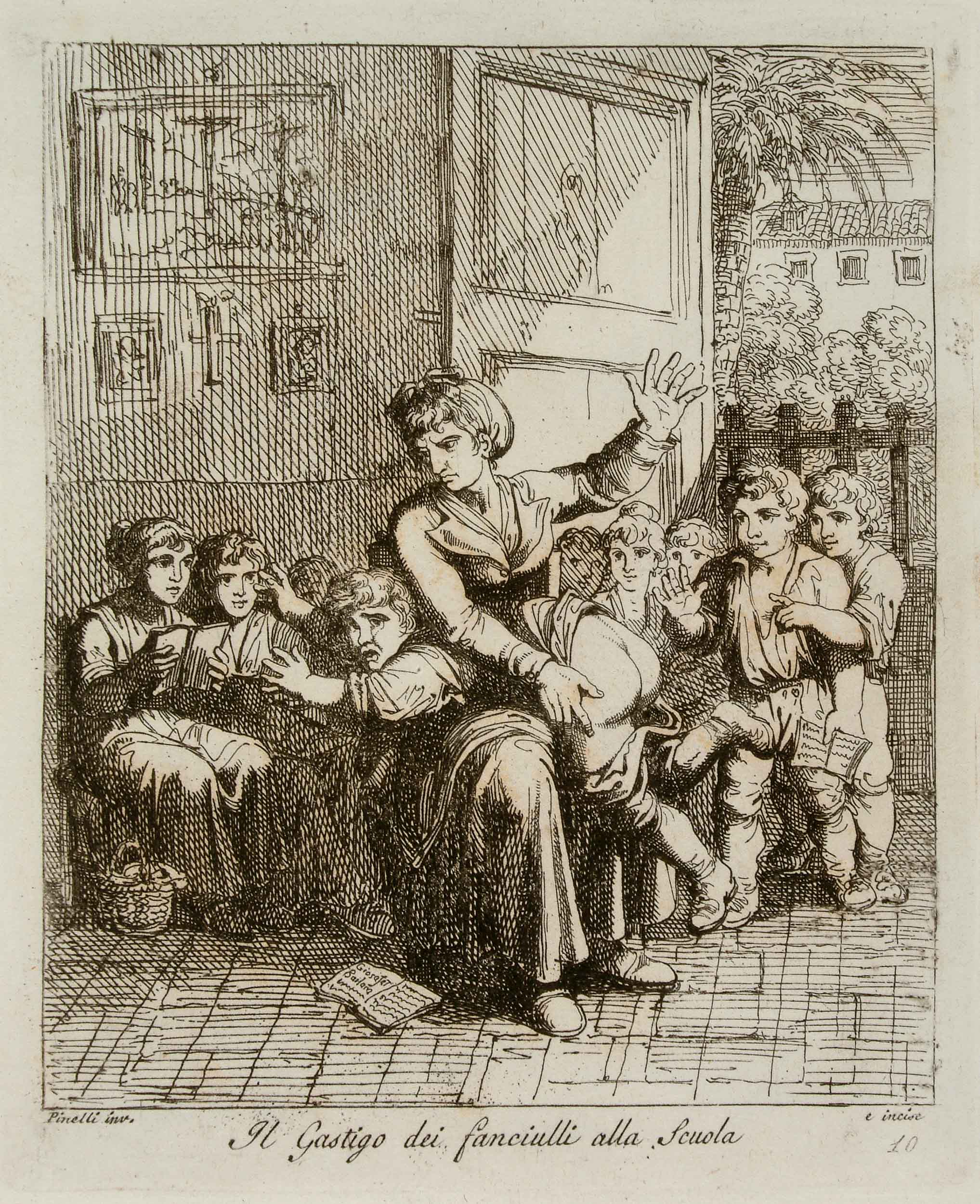
Représentation cartographique Italienne d'un écolier fessé sur ses fesses nues

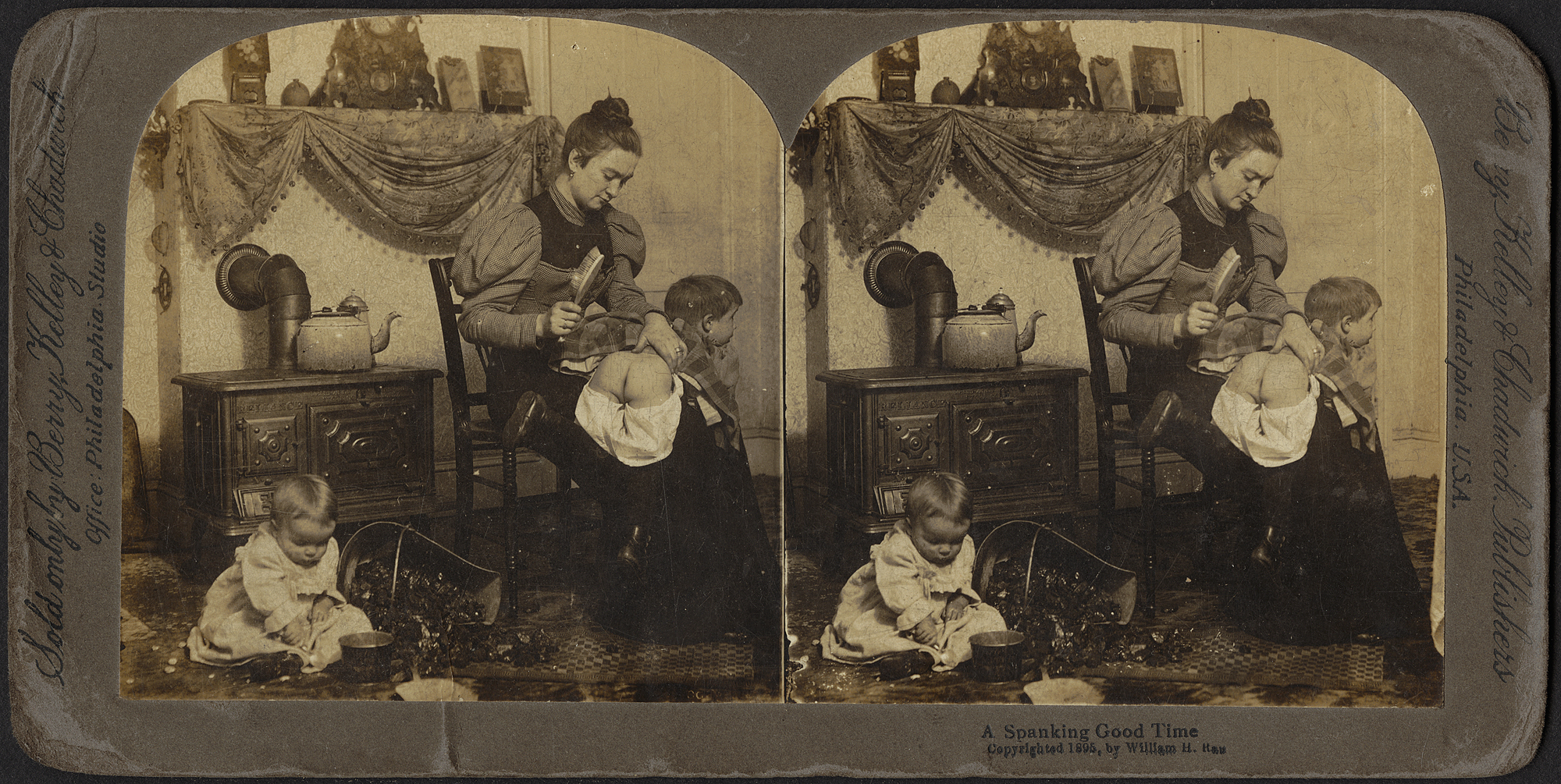
Photographie illustrant une mère donnant une fessée à son fils avec une brosse

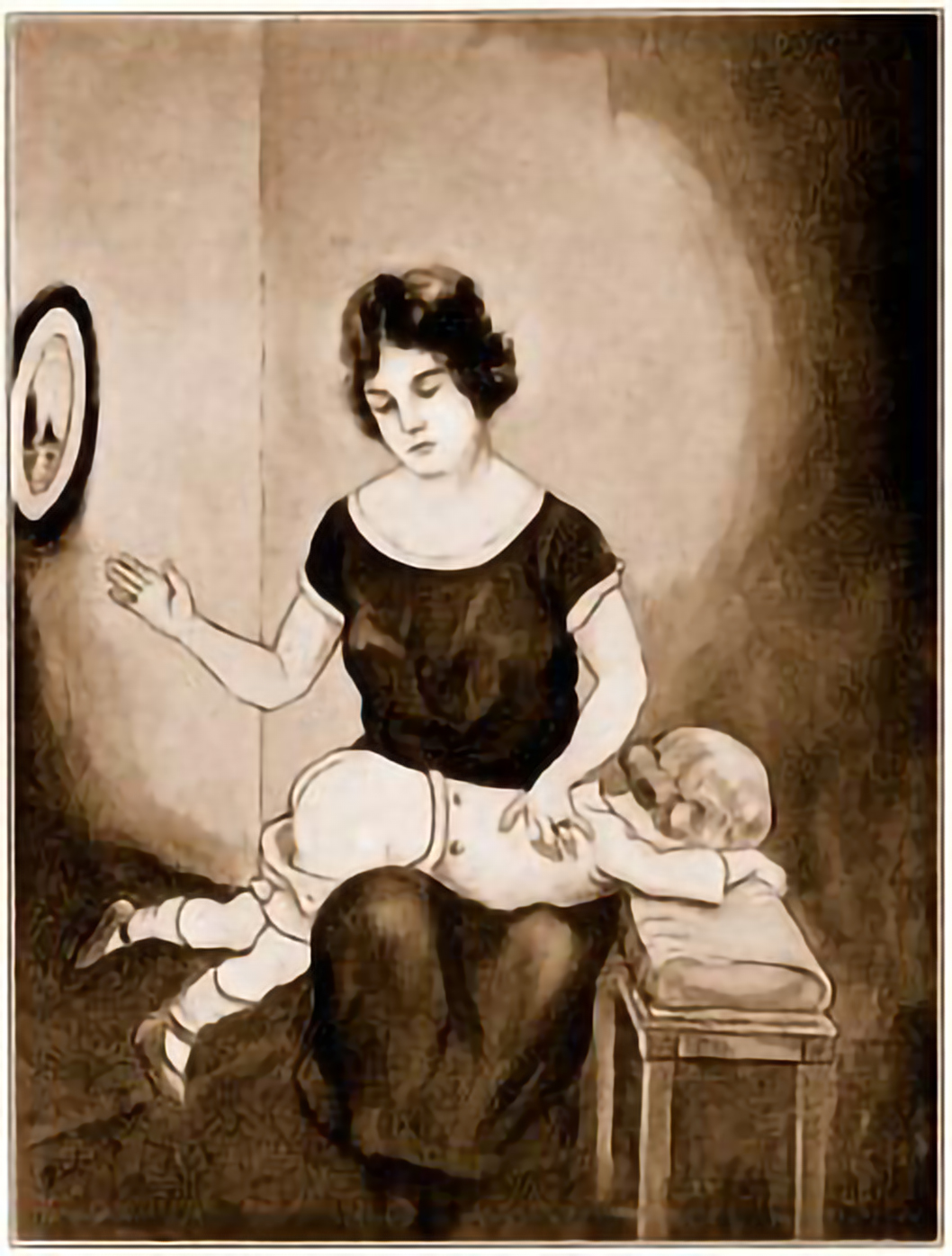
dessin illustrant une mère donnant une fessée à sa fille

### Histoire
Les punitions corporelles ont été utilisées dans de nombreuses sociétés humaines pour punir et discipliner adultes et enfants. La punition corporelle de l'enfant était très répandue, dans la famille, dans les écoles et sur les lieux de travail. Elle est mentionnée dans de nombreux documents historiques, biographies, chants et comptines, poésies,,,. Il est cependant difficile de retracer l'histoire de la fessée indépendamment du châtiment corporel.
Aristote ou Platon s'étaient prononcés pour un usage régulier de la fessée[réf. souhaitée]. Pendant la Renaissance, les pratiques éducatives se durcissent par rapport aux pratiques du Moyen Âge. Les fessées au fouet ou à la férule remplacent les amendes. On voit apparaître des « fesseurs » dans les institutions religieuses et en droit pénal, une grande majorité des délits sont alors punis par le fouet dont le nombre de coups est proportionnel à la faute commise[réf. nécessaire].

### Prises de position d'institutions de santé
Dans une prise de position sur les châtiments corporels datant de 2004, la Société canadienne de pédiatrie évoque la fessée, indiquant que « Les recherches existantes soutiennent le point de vue selon lequel la fessée et d’autres formes de châtiment physique s’associent à des issues négatives pour l’enfant. Par conséquent, la Société canadienne de pédiatrie recommande aux médecins de déconseiller fortement le châtiment corporel et toutes les autres formes de punitions physiques ».
L'Académie américaine de pédiatrie estime que « du fait des conséquences négatives de la fessée et parce qu'il est démontré qu'elle n'est pas plus efficace que d'autres approches pour gérer les comportements non souhaités des enfants elle recommande que les parents soient encouragés et aidés à développer des méthodes autres que la fessée en réponse à des comportements non souhaités ».
Le Collège Royal britannique de Pédiatrie et de Santé Infantile estime qu' « il n'est pas possible de différencier rationnellement une fessée d'une agression physique puisque les deux sont des formes de violence. La motivation ayant conduit à donner la fessée ne peut pas réduire son impact blessant pour l'enfant ».

### Corrélations entre fessée et maltraitance parentale
La méta-analyse de Gershoff et Grogan-Kaylor conduite en 2016, exploitant 75 études portant sur 160 927 enfants, estime que plus un enfant est fessé, plus il risque de subir des maltraitances physiques caractérisées.
Selon une étude menée sur un échantillon de 2 788 familles aux États-Unis et publiée en 2014, la probabilité qu'une famille recourant à la fessée envers un enfant âgé de 1 an fasse l'objet d'une intervention des services de protection de l'enfance (entre la première et la cinquième année de l'enfant concerné) est accrue de 33 % par rapport aux familles qui ne recourent pas à la fessée à cet âge-là.
Une étude, menée sur un échantillon de 3 808 mères et publiée en 2006, met en évidence l'usage de la fessée comme l'un des deux seuls facteurs de risque statistiquement significatifs (parmi 17 facteurs étudiés) liés à la survenue d'une blessure dans la première année de vie des enfants étudiés.
Une étude menée auprès de 370 étudiants canadiens et publiée en 2015 indique que la fréquence des fessées est « un prédicteur statistiquement significatif de la déclaration de maltraitances physiques ». Les auteurs précisent que « les personnes qui déclarent avoir reçu des fessées dans l'enfance présentent une probabilité presque 60 fois supérieure, par rapport à celles qui déclarent n'avoir pas reçu de fessées, de déclarer également avoir subi des comportements de maltraitance physique dans leur enfance » et que les résultats « suggèrent que quelle qu'en soit la fréquence, même faible, tout recours à la fessée comporte un risque, dans la mesure où la fréquence des fessées reçues était plutôt faible » dans l'échantillon étudié. Cette même étude indique que la fréquence des fessées reçues est corrélée avec un recours accru des parents à l'agression psychologique envers leurs enfants, à une discipline parentale plus impulsive et à une moindre chaleur et un moindre soutien parental.

### Conséquences psychologiques de la fessée sur l'enfant
Depuis plusieurs décennies, la recherche scientifique s'est intéressée aux effets des châtiments corporels, et notamment de la fessée. L'étude de 2016 indique que l'usage des seules fessées à main nue et tapes sur les mains, à l'exclusion de tout autre châtiment corporel, est associé avec une augmentation de nombreux troubles et problèmes au cours de l'enfance : agressivité, comportement antisocial, Troubles émotionnels et du comportement, problèmes de santé et de santé mentale, relations négatives avec les parents. La fessée est aussi associée à une intériorisation moindre des principes moraux, à une diminution des capacités cognitives et de l'estime de soi.
La psychologue française Marie Choquet et Catherine Taylor aux États-Unis, comparant des groupes d'enfants élevés sans violence à des groupes d'enfants élevés avec des punitions physiques, trouvent de fortes corrélations entre les punitions physiques reçues et l'agressivité des enfants, et Murray Straus.
L'anthropologue Ashley Montagu, comparant entre elles différentes sociétés primitives, notait que ce qui différenciait les sociétés guerrières de celles qui ne l'étaient pas, c'était la façon d'élever leurs enfants, avec ou sans fessées. Il concluait : « fesser un enfant est semer la graine de la guerre ».
Une étude américaine de 2010 parue dans la revue Pediatrics affirme que les enfants qui reçoivent fréquemment une fessée à trois ans ont toutes les chances de devenir plus agressifs dès l'âge de cinq ans faisant preuve « d'insolence, de cris, de cruauté, de méchanceté vis-à-vis des autres »,.

### Conséquences physiologiques des fessées punitives
Une étude, publiée en 2003 et portant sur 44 enfants (âgés de 18 mois en moyenne) et leurs mères, testés en situation expérimentale, suggère que l'usage de la fessée chez de très jeunes enfants engendre une plus forte réactivité hormonale (sécrétion de cortisol) au stress lorsque l'enfant est « confronté à une situation nouvelle et potentiellement effrayante - en l'occurrence, la présence d'une personne étrangère suite au départ » de sa maman. Les auteurs de l'étude estiment que dans le cas d'un usage régulier de la fessée, « on peut anticiper la réduction de la capacité de l'enfant à surmonter les futures situations stressantes ». Elles soulignent néanmoins que, du fait des limitations inhérentes à leur étude, leurs résultats demandent à être répliqués.
Selon un article de synthèse paru en 2016, « les résultats limités à ce jour concernant les liens entre punitions corporelles d'une part et le fonctionnement et le développement du cerveau d'autre part sont similaires à ceux constatés dans la littérature scientifique plus solide consacrée à la maltraitance physique ». Si « l'hypothèse que les punitions corporelles constituent un facteur de stress toxique dans la vie des enfants est cohérente avec la littérature scientifique existante sur le stress toxique, les punitions corporelles et la maltraitance physique », l'auteur indique cependant que cette hypothèse « est loin d'être prouvée » et que de futures recherches demeurent nécessaires pour « comprendre pleinement les processus de stress activés par les punitions corporelles ».
Jacqueline Cornet, médecin généraliste et Odile Bourguignon, professeur de psychopathologie, avancent par ailleurs que les accidents et certaines maladies seraient beaucoup plus fréquents et graves chez les enfants qui subissent des fessées (J. Cornet, J. Lau, O. Bourguignon). Une étude conduite en Arabie saoudite sur 450 patients et 250 personnes en bonne santé tendrait à montrer que les coups (mais aussi les insultes) reçus durant l'enfance seraient « associés à un risque accru de maladie somatique », telle que les cancers, les maladies cardio-vasculaires et l'asthme. Ils expliquent ce risque accru par le stress généré par ce type d'éducation.

### Opposition à la fessée et interdiction

#### Histoire de l'opposition à la fessée en tant que châtiment corporel
En juillet 1979, la législation suédoise interdit toutes formes de punitions corporelles, fessées comprises, et les punitions morales ou traitement vexatoires. L'interdiction n'est pas assortie de dispositions pénales, mais l'enfant est en droit de se plaindre.
En 2002, l’Organisation mondiale de la santé se prononce contre l’usage des punitions corporelles, en raison de leur caractère nocif pour le développement des enfants. Elle en fait un « problème de santé publique ». Le Conseil de l'Europe lui emboîte le pas en s'engageant dès lors à interdire « même les petites fessées ». Suivent l'Unicef en 2003 et l'ONU en 2006. Il y a ainsi une unanimité des organisations internationales pour la pratique éducative de la fessée, arguant de plus qu’on ne peut pas espérer agir sur la violence si on ne peut pratiquer la non-violence dans le quotidien des familles[réf. souhaitée].
Depuis une trentaine d’années, des chercheurs ont investigué les effets de la fessée. Dans les années 2000, l'accent est mis sur ses effets néfastes à long terme,,. S'appuyant sur ces travaux, les instances internationales qui se sont préoccupées de l'éducation des enfants ont condamné l'usage des punitions corporelles envers les enfants et demandé qu'elles soient interdites : OMS, ONU, Unicef, Conseil de l'Europe qui précise que l’interdit doit concerner « même les petites fessées ». Vingt et un des vingt-sept pays du Conseil de l’Europe ont déjà suivi ces recommandations de même que douze autres pays dans le monde.

##### Interdiction de la fessée par pays
Le Conseil de l'Europe s’est engagé au niveau de ses États membres à mettre un terme à tous les châtiments corporels infligés aux enfants afin de se mettre en conformité avec l'article 3 de la Convention européenne des droits de l'homme, convention complétée de l’arrêt décisif de la Cour européenne des droits de l'homme rendu en septembre 1998 et interdisant toute punition corporelle au sein de la famille.

###### Suède
La Suède fut la première nation à interdire la fessée en 1979. Un recul de vingt ans a permis en 1999 à des chercheurs de publier des travaux sérieux vérifiant l'impact positif de la loi de 1979 sur les comportements des Suédois. En 1958, les châtiments corporels sont interdits à l'école dans ce pays. La loi de juillet 1979 dispose que « Les enfants doivent être traités avec respect pour leur personne et leur individualité et ne doivent pas être soumis à des punitions corporelles ou à d'autres traitements humiliants. » Le Ministère de la Justice fit une campagne[réf. souhaitée] d'information à la télévision et sur les autres médias. Une brochure intitulée « Pouvez-vous élever vos enfants avec succès sans gifle ni fessée ? » fut distribuée[réf. souhaitée]. Alors que seuls 53 % des Suédois étaient en faveur de cette loi en 1959, en 1995, 89 % y étaient acquis (96 % chez les moins de 35 ans).

###### France
Selon une enquête Sofres de 1999 pour l'association Éduquer sans frapper, 84 % des personnes interrogées disaient avoir reçu des fessées, mais les jeunes moins que les plus âgés et les enfants de parents diplômés moins que ceux des non-diplômés : l'instruction des parents semble donc un facteur à considérer. Cette évolution semble être confirmée dans l’enquête Sofres de 2009 où l’on note que 67 % des parents interrogés donnent encore des fessées alors que 45 % seulement en font un outil normal d’éducation. Les anti-fessées se trouvent plutôt dans les sympathisants de gauche et les cadres,. Mais la grande majorité des parents (82 %) reste encore hostile à une loi anti-fessées.
La députée Edwige Antier avait déposé en 2009 une proposition de loi pour que soit inscrit dans le Code civil (et non dans le Code pénal ce qui exclut des pénalités) l’interdiction de frapper les enfants, interdit qui ne visait pas à punir les parents mais à protéger les enfants des violences familiales. Cette interdiction était demandée depuis 1998 par l’association « Éduquer sans frapper » devenue en 2002 « Ni claques ni fessées », demande restée sans suite jusqu'à ce jour. Le 20 octobre 2009 avant que l'Assemblée Nationale se prononce contre cette proposition, quelque 400 psychothérapeutes assistant au colloque annuel de la Fédération française de psychothérapie et psychanalyse avaient voté, à l'unanimité, une motion réclamant une loi pour « abolir la violence physique et psychologique envers les enfants ». Le 4 mars 2015, la France est condamnée par le Conseil de l'Europe pour ne pas avoir interdit gifles et fessées. L'organisme européen estime que le droit français « ne prévoit pas d’interdiction suffisamment claire, contraignante et précise des châtiments corporels », violant l’article 17 de la Charte sociale européenne dont elle est signataire, qui précise que les États parties doivent « protéger les enfants et les adolescents contre la négligence, la violence ou l’exploitation ».
Le 22 décembre 2016, le Parlement vote l'interdiction de « tout recours aux violences corporelles », qui sera inscrite au Code civil et lue lors des mariages, interdiction retoquée par décision du conseil constitutionnel le 27 janvier 2017,. Le parlement interdit finalement la fessée le 2 juillet 2019.

###### Angleterre
Le 5 juillet 2004, la Chambre des Lords a refusé, par 226 voix contre 91, d'interdire tout châtiment physique. La Chambre des Communes et la reine ont approuvé ce vote en novembre 2004.

## Médecine
Asclépiade, médecin grec, assurait que les maniaques devaient être fouettés et Sénèque soutenait que la flagellation dissipait la fièvre quarte et guérissait la torpeur des membres.
Hérodote raconte qu’à la bataille de Salamine, les soldats de Xerxès étaient frappés sur les fesses pour les faire avancer.
Et certains médecins du Moyen Âge assuraient que la flagellation permettait de traiter la « mélancolie érotique » et les délires en général. Alors qu’un médecin italien prescrivait la flagellation aux personnes maigres désireuses d’acquérir quelques rondeurs et que Rabelais, médecin de formation, recommandait chaudement la flagellation des fesses au panicaut (chardon piquant).
Quant au dictionnaire universel Larousse du XIXe siècle, il notait que la flagellation modifie avantageusement l’incontinence d’urine, la paralysie de la vessie, la constipation, l’impuissance, la frigidité et les paraplégies.

## Fessée érotique

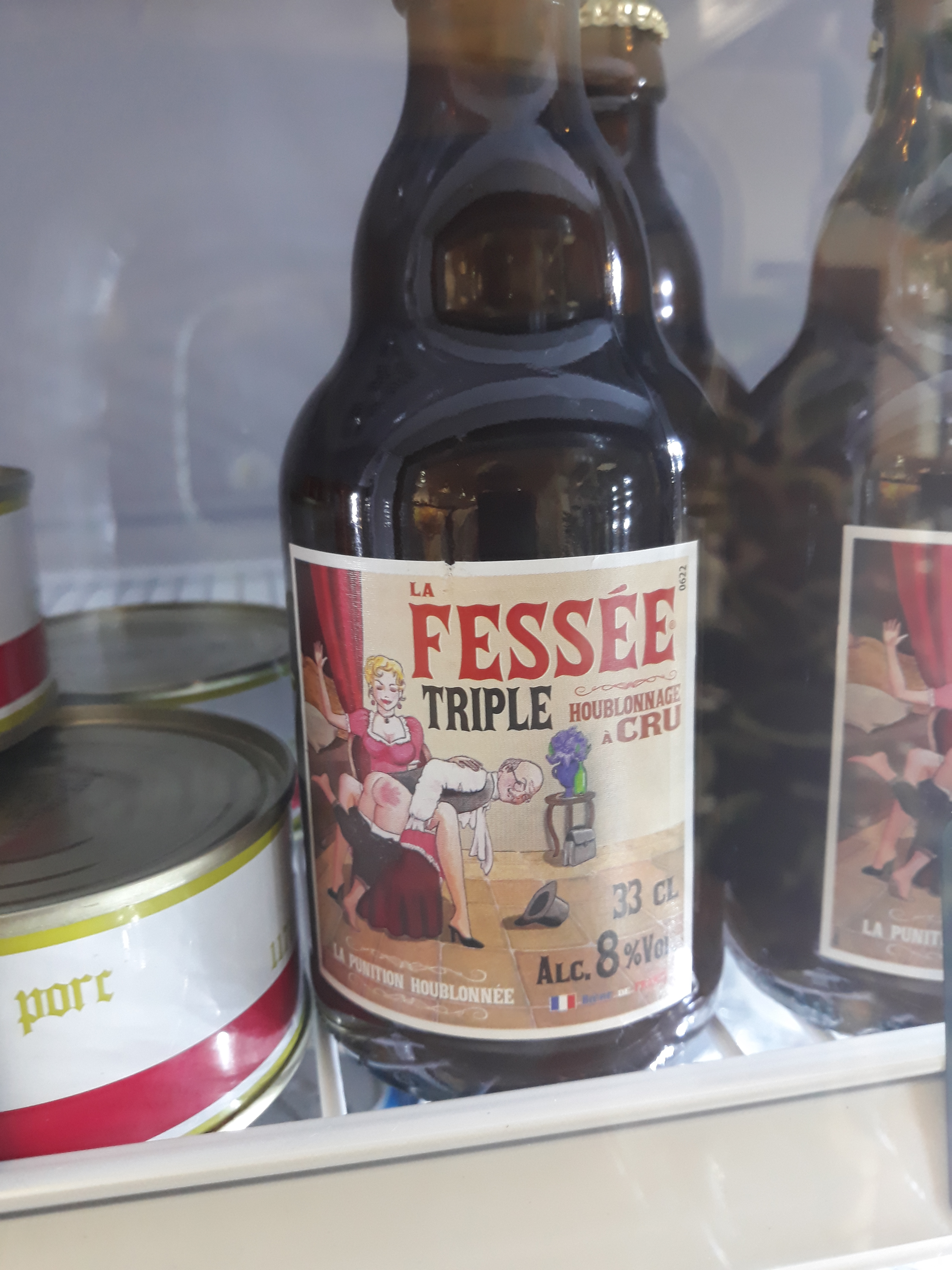
Fessée érotique sur l'étiquette de bouteille de bière.

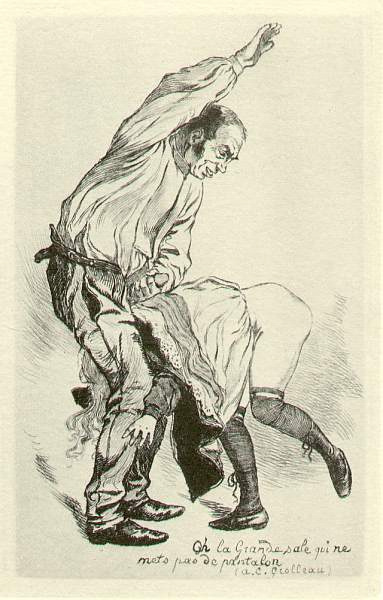
« Oh la grande sale qui ne met pas de pantalon », La Grande Danse macabre des vifs par Martin van Maele, 1905

Les fesses sont des zones érogènes. La sensibilité particulière de cette région du corps est utilisée comme activité sexuelle. De nombreux ouvrages et sites internet prônent un usage érotique de la fessée entre adultes consentants, exposant les techniques pratiquées, les risques encourus et les soins parfois nécessaires,,.
Jean-Jacques Rousseau rapporte dans Les Confessions le trouble sexuel qu’avaient engendré chez lui les fessées qu'il reçut à l'âge de huit ans de la main de Mademoiselle Lambercier, une femme de trente ans, ce qui eut l'effet inattendu de lui faire découvrir le plaisir sexuel, provoquant sa jouissance et conditionnant, dit-il, son masochisme et sa difficile relation aux femmes. Comme elle s'était bien gardée de recommencer, vu le résultat obtenu, il chercha ailleurs et, rapporte-t-il, « j'avais avec une petite mademoiselle Goton des tête-à-tête assez courts, mais assez vifs, dans lesquels elle daignait faire la maîtresse d'école ». Rousseau se sert d'allusions mais n'emploie jamais le mot « fessée » ; avec mademoiselle Lambercier c'était « la punition des enfants ». Freud écrivait à ce sujet en 1905 « depuis les confessions de J.-J. Rousseau, il est connu de tous les éducateurs que la douloureuse stimulation de la peau des fesses est une des racines érotisantes de l’objet passif de la cruauté (masochisme) ».
Jean Feixas décrit une large utilisation érotique de la fessée au XVIIIe siècle, la flagellation étant tout particulièrement recherchée par les usagers des maisons closes de l’époque, peut-être émules de Sade : aristocrates, ecclésiastiques ou manants y étaient nombreux à se soumettre à ces pratiques. Les années folles semblent aussi avoir été celles d’une grande attraction pour la fessée érotique, comme en témoigne la très riche iconographie que l’on peut trouver sur cette époque.

## Dans la culture

### Littérature
Dans les années 1950, la littérature enfantine atteste de l'usage de la fessée, notamment, les histoires de Donald Duck datant de cette époque se terminent souvent par une vignette montrant celui-ci en train d'administrer une fessée à ses neveux ou courant après eux dans ce but. Une histoire drôle peut même se terminer par une fessée, comme dans un épisode de la bande dessinée Sylvie paru dans Les Bonnes Soirées.
- Chanson de Georges Brassens : La fessée1966

### Cinéma
Les scénaristes du film Associés contre le crime (2012), réalisé par Pascal Thomas, utilisent à des fins burlesques la méthode de la fessée, lorsque le personnage de Prudence Beresford (joué par Catherine Frot) demande à son mari Bélisaire (interprété par André Dussollier) de lui administrer une brève (et chaste) fessée pour l'aider à se souvenir de détails oubliés relatifs à un savant mystérieux.
Ingmar Bergman dans Fanny et Alexandre (1982) met en scène deux jeunes enfants suédois de la bourgeoisie qui vivent difficilement le remariage de leur mère avec un pasteur rigide et autoritaire. Mais Alexandre, face à ce beau-père tyrannique multipliant brimades et fessées brutales, ne se soumettra pas, échappant aux brimades grâce à sa créativité.
Michael Haneke raconte dans Le Ruban blanc (Palme d'or à Cannes en 2009) l'histoire d'un petit village allemand au seuil de la première guerre mondiale. Il y montre la violence des rapports d’autorité, en particulier des hommes sur les femmes et des adultes sur les enfants, violence ayant pour but d’anéantir les désirs des inférieurs pour les soumettre à l'ordre familial, social ou religieux ; la scène où le régisseur fesse son fils est très violente.

### Arts graphiques

Machine à vapeur pour la correction célérifère des petites filles et des petits garçons, gravure anonyme du XIX intitulée Facétie.

La fessée est représentée dans une célèbre toile de Max Ernst, la Vierge corrigeant l'Enfant Jésus (1926). La Fessée est un film érotique français de Claude Bernard-Aubert (avec Antoine Fontaine, Emmanuelle Parèze…) sous-titré La fessée ou les mémoires de Monsieur Léon, Maître-Fesseur (1976). La fessée est une chanson de Georges Brassens (1966) dans laquelle une fessée est administrée comme châtiment corporel mais se change en pratique érotique.
Une des œuvres écrites de Pierre Gripari s'intitule Le marchand de fessées. Dans cette histoire, un marchand de fessées a la malchance de vivre dans un pays où les enfants ne font jamais de bêtises et où les parents ne punissent jamais leur enfant. Ce qui fait que personne ne lui achète jamais une seule fessée. Pour autant, le marchand de fessées n'a pas dit son dernier mot.
Milo Manara a illustré une œuvre érotique de Jean-Pierre Enard, intitulée L'Art de la fessée.
En 1934, Walter Lantz réalisa un dessin animé intitulé Le Renard et le Lapin. Dans ce dessin animé, un lapereau quitte son école et se retrouve aux prises avec un renard. Seule l'intervention de sa mère lui sauvera la vie. À la fin, la mère et son fils tous deux assis sur un tronc d'arbre abattu rient en voyant le renard s'enfuir poursuivi par un essaim d'abeilles. Mais au bout d'un moment, les sourcils froncés, se souvenant de la désobéissance de son fils, la mère le couche sur ses genoux sans crier gare, déboutonne sa salopette rouge et lui donne une fessée pour le punir de sa mauvaise conduite.